# Lijst van NPO Radio 2 TopSongs in 2022
Deze hits waren in 2022 NPO Radio 2 TopSong op NPO Radio 2:
| Nr. | Datum        | Artiest                                                                         | Titel                                                                           |
| --- | ------------ | ------------------------------------------------------------------------------- | ------------------------------------------------------------------------------- |
| 373 | 3 januari    | Davina Michelle                                                                 | HYPER                                                                           |
| 374 | 7 januari    | Sera                                                                            | Take a Chance                                                                   |
| 375 | 14 januari   | Blaudzun                                                                        | Wide Open                                                                       |
| 376 | 21 januari   | Nona                                                                            | Liar                                                                            |
| 377 | 28 januari   | Purple Disco Machine & Sophie and the Giants                                    | In the Dark                                                                     |
| 378 | 4 februari   | Orange Skyline                                                                  | A Fire                                                                          |
| 379 | 11 februari  | George Ezra                                                                     | Anyone for You (Tiger Lily)                                                     |
| –   | 18 februari  | Geen NPO Radio 2 TopSong in verband met de '80s Achtdaagse                      | Geen NPO Radio 2 TopSong in verband met de '80s Achtdaagse                      |
| –   | 25 februari  | Geen NPO Radio 2 TopSong in verband met de '80s Achtdaagse                      | Geen NPO Radio 2 TopSong in verband met de '80s Achtdaagse                      |
| 380 | 4 maart      | S10                                                                             | De diepte                                                                       |
| 381 | 11 maart     | Danny Vera & Krezip                                                             | Make It a Memory                                                                |
| 382 | 18 maart     | The Black Keys                                                                  | Wild Child                                                                      |
| 383 | 25 maart     | Thomas Acda, Rolf Sanchez & Kraantje Pappie                                     | Missen zou                                                                      |
| 384 | 1 april      | Anouk                                                                           | Something Better                                                                |
| 385 | 8 april      | DI-RECT                                                                         | Through the Looking Glass                                                       |
| 386 | 15 april     | Floor Jansen                                                                    | Fire                                                                            |
| –   | 22 april     | Geen NPO Radio 2 TopSong in verband met De Koninklijke 500                      | Geen NPO Radio 2 TopSong in verband met De Koninklijke 500                      |
| 387 | 29 april     | Lizzo                                                                           | About Damn Time                                                                 |
| 388 | 6 mei        | Son Mieux                                                                       | Multicolor                                                                      |
| 389 | 13 mei       | George Ezra                                                                     | Green Green Grass                                                               |
| 390 | 20 mei       | Miss Montreal                                                                   | Adem                                                                            |
| 391 | 27 mei       | Paolo Nutini                                                                    | Through the Echoes                                                              |
| 392 | 3 juni       | Nielson                                                                         | Stralen                                                                         |
| 393 | 10 juni      | Oliver Pesch                                                                    | Shelly (Lollapalooza)                                                           |
| 394 | 17 juni      | Willem & Jan (Waylon en Jan Smit)                                               | Tussen jou en mij                                                               |
| 395 | 24 juni      | Angèle                                                                          | Libre                                                                           |
| 396 | 1 juli       | MEAU & Racoon                                                                   | Dans m'n ogen dicht                                                             |
| 397 | 8 juli       | S10 & BLØF                                                                      | Laat me los                                                                     |
| 398 | 15 juli      | Maan & De Jeugd van Tegenwoordig                                                | Naar de maan                                                                    |
| 399 | 22 juli      | Calvin Harris in samenwerking met Justin Timberlake, Halsey & Pharrell Williams | Stay with Me                                                                    |
| 400 | 29 juli      | HAEVN                                                                           | Kite in a Hurricane                                                             |
| –   | 5 augustus   | Geen NPO Radio 2 TopSong in verband met de Vakantieplaat Top 150                | Geen NPO Radio 2 TopSong in verband met de Vakantieplaat Top 150                |
| 401 | 12 augustus  | Gintronix                                                                       | 23 Boogie                                                                       |
| 402 | 19 augustus  | Duncan Laurence                                                                 | Electric Life                                                                   |
| 403 | 26 augustus  | Elske DeWall                                                                    | Crusade                                                                         |
| 404 | 2 september  | Ilse DeLange                                                                    | Willing                                                                         |
| 405 | 9 september  | MEAU                                                                            | Blijven rijden                                                                  |
| 406 | 16 september | Goldband                                                                        | Noodgeval                                                                       |
| 407 | 23 september | DI-RECT                                                                         | 90s Kid                                                                         |
| 408 | 30 september | Joy Oladokun & Chris Stapleton                                                  | Sweet Symphony                                                                  |
| 409 | 7 oktober    | The Jordan                                                                      | Best Damn Day                                                                   |
| 410 | 14 oktober   | Lissie                                                                          | Night Moves                                                                     |
| 411 | 21 oktober   | BLØF & Geike Arnaert                                                            | We doen wat we kunnen                                                           |
| 412 | 28 oktober   | Diggy Dex                                                                       | Allermeest                                                                      |
| –   | 4 november   | Geen NPO Radio 2 TopSong in verband met NPO Radio 2 Top 90's                    | Geen NPO Radio 2 TopSong in verband met NPO Radio 2 Top 90's                    |
| 413 | 11 november  | Blackbird                                                                       | Built and Broken                                                                |
| 414 | 18 november  | Son Mieux                                                                       | This Is the Moment                                                              |
| 415 | 25 november  | Thomas Nicolas                                                                  | Lost Love                                                                       |
| –   | 2 december   | Geen NPO Radio 2 TopSong in verband met de stemweek van de NPO Radio 2 Top 2000 | Geen NPO Radio 2 TopSong in verband met de stemweek van de NPO Radio 2 Top 2000 |
| 416 | 9 december   | The Teskey Brothers                                                             | This Will Be Our Year                                                           |
| 417 | 16 december  | Judy Blank                                                                      | California Christmas                                                            |
| –   | 23 december  | Geen NPO Radio 2 TopSong in verband met de NPO Radio 2 Top 2000                 | Geen NPO Radio 2 TopSong in verband met de NPO Radio 2 Top 2000                 |
| –   | 30 december  | Geen NPO Radio 2 TopSong in verband met de NPO Radio 2 Top 2000                 | Geen NPO Radio 2 TopSong in verband met de NPO Radio 2 Top 2000                 |

2014 ·
2015 ·
2016 ·
2017 ·
2018 ·
2019 ·
2020 ·
2021 ·
2022 ·
2023 ·
2024 ·
2025